# 釜山ロッテタウンタワー
釜山ロッテタワー（부산롯데타워）は、大韓民国釜山広域市中区中央洞に建設中の超高層の展望塔である。屋上までの高さ300メートル、尖塔の頂上まで380メートル。低層部は商業施設などの入るビルで、その上はテナントのない部分であり、高さ220メートルから300メートルまでの高層部は展望台、樹木の茂る空中庭園、ギャラリーなどが重なる。完成は2026年を予定している。

## 以前の超高層ビル計画
ロッテグループは1995年より、旧釜山市役所の敷地を再開発し、「釜山ロッテタウン」の建設を進めている。釜山ロッテタウン計画は4期に分けて計画されている。第1期となるロッテ百貨店光復店は2009年に完成、第2期となるロッテ百貨店光復店アクアモールは2010年に完成した。第3期となるエンタテインメント棟は、ロッテマートやロッテシネマなどからなり、2014年に開業した。最後の第4期にあたるのが、最高級ホテル、展望台、オフィス、文化施設からなる超高層タワー棟ロッテタウンタワー（ロッテタウンタワー、롯데타운타워）であった。 
タワーは地上107階建、高さ510.1メートルを予定していた。設計は米国の大手建築設計事務所であるスキッドモア・オーウィングズ・アンド・メリル。タワーの外観は、用途ごとにタワーを4つに分節し、上に行くほどファサードが右回りに回転するような形状である。港町であることを反映した「直立する船」を模したものであり、また韓国の村落の入り口に立つ天下大将軍のイメージを借りて、釜山が北東アジアの力強い玄関口でもあることを表している。
当初は2016年完成の予定であったが、2019年竣工予定に変更された。2009年の着工後、2012年3月に地下8階までの土台工事が完了して本格的なコンクリート打設工事を開始、2013年5月に地下工事が完了した。その後は、ロッテグループが住宅の設置を海洋水産部に要請したものの協議が遅れていること、ロッテグループがソウルの第2ロッテワールドタワーに全力を挙げていることから、地上1階までのコア部分が完成したまま工事は進まなかった。
2019年1月、超高層ビル計画（ロッテタウンタワー）の代わりに、高さ300メートルの超高層展望塔（釜山ロッテタワー）を建てる計画が明らかになった。竣工は2023年を目指している。すでに釜山には超高層マンションである海雲台LCT The Sharp（高さ411.6メートル）があるため、釜山最高層のタワーにはならない。

## 着工
建築家隈研吾による新しい設計となり、2023年8月着工した。2026年末完成予定。